# Адам Сандурський
Адам Сандурський (пол. Adam Sandurski; нар. 8 лютого 1953, Зажече, Ряшівський повіт, Підкарпатське воєводство) — польський борець вільного стилю, дворазовий срібний та бронзовий призер чемпіонатів світу, срібний та п'ятиразовий бронзовий призер чемпіонатів Європи, бронзовий призер Олімпійських ігор.

## Життєпис
Народився 8 лютого 1953 року в селі Зажече Ряшівського воєводства, син Міхала та Станіслави, випускник електромеханічного технікуму (водій, механік, спортивний інструктор). Працював на фермі, на заводі, що мотав електродвигуни та в гравійниці, де вантажив густий пісок на машини. Випадково відкрив для себе спорт (у школі ним не займався, бо був занадто малий), коли до двадцяти років він швидко виріс і став об'єктом інтересу шукачів баскетбольних талантів. Але, незважаючи на зріст 2 метри 14 сантиметрів, він не годився для баскетболу (низька стрибучість, низька швидкість). Його силу можна було використати у боротьбі, хоча й там були проблеми (у нього були сильні руки та кисті, але слабкі ноги). Під час другої спроби (перерва в тренуваннях) він залишився у боротьбі, але недостатня фізична підготовка (в молодості) позбавила його найвищих спортивних досягнень, хоча він все одно домігся багатьох успіхів. Борець ряшівської «Сталі» (1973—1993). Перший тренер Ян Малек, згодом тренувався під керівництвом Броніслава Гінальського (у клубі) та Євгеніуша Наймарка (у збірній).
8-разовий чемпіон Польщі в суперважкій вазі (1978—1984, 1988).
Шість разів нагороджувався срібною медаллю «За особливі спортивні досягнення». Він був дуже популярним спортсменом (його зазвичай називали «ряшівським велетнем»), неодноразовим володарем премії «Золотий пояс» редакції «Спорт» для кращого борця вільного стилю.
Найвищого успіху він досяг під час Олімпійських ігор 1980 року в Москві, де здобув бронзову медаль, хоча, як стверджував тренер Євгеніуш Наймарк: «наш повільний хлопець із силою ведмедя був за крок від ще більшого успіху в Москві». Там він виступав у суперважкій ваговій категорії (понад 100 кг). У чотирьох поєдинках здолав всіх своїх суперників, поклавши їх на лопатки. У першому раунді а 1 хвилину 15 секунд Артуро Діаса (Куба), у другому за 1 хвилину 28 секунд Метью Клемпнера (Великобританія), у третьому за 2 хвилини 6 секунд Мігеля Самбрано (Перу), у четвертому за 5 хвилин 1 секунду Андрея Янко (Румунія). Але в сутичці за перше місце поступився з рахунком 3:6 Сослану Андієву (СРСР), а в поєдинок за друге-третє місця звів унічию 4:4 з Йожефом Балла (Угорщина), посівши 3 місце на турнірі.
На літніх Олімпійських іграх 1988 року в [Сеул]]і виступав у суперважкій ваговій категорії (до 130 кг). Там він здобув три перемоги (над Хам Дук Воном (Південна Корея), Деном Пейном (Канада) та Ральфом Бреммером (ФРН) та зазнав двох поразок (від Андреаса Шредера (НДР)) та Брюса Баумгартнера (США), посівши 7-ме місце на турнірі.

## Спортивні результати на міжнародних змаганнях

### Виступи на Олімпіадах
| Змагання                    | Збірна | Вагова категорія              | Місце  |
| --------------------------- | ------ | ----------------------------- | ------ |
| Літні Олімпійські ігри 1980 | Польща | вільна боротьба, понад 110 кг | Бронза |
| Літні Олімпійські ігри 1988 | Польща | вільна боротьба, понад 130 кг | 7      |

### Виступи на Чемпіонатах світу
| Змагання                        | Збірна | Вагова категорія              | Місце  |
| ------------------------------- | ------ | ----------------------------- | ------ |
| Чемпіонат світу з боротьби 1978 | Польща | вільна боротьба, понад 100 кг | 4      |
| Чемпіонат світу з боротьби 1981 | Польща | вільна боротьба, понад 100 кг | Бронза |
| Чемпіонат світу з боротьби 1982 | Польща | вільна боротьба, понад 100 кг | Срібло |
| Чемпіонат світу з боротьби 1983 | Польща | вільна боротьба, понад 100 кг | Срібло |
| Чемпіонат світу з боротьби 1985 | Польща | вільна боротьба, до 130 кг    | 4      |

### Виступи на Чемпіонатах Європи
| Змагання                         | Збірна | Вагова категорія              | Місце  |
| -------------------------------- | ------ | ----------------------------- | ------ |
| Чемпіонат Європи з боротьби 1977 | Польща | вільна боротьба, понад 100 кг | 6      |
| Чемпіонат Європи з боротьби 1978 | Польща | вільна боротьба, понад 100 кг | 5      |
| Чемпіонат Європи з боротьби 1979 | Польща | вільна боротьба, понад 100 кг | Бронза |
| Чемпіонат Європи з боротьби 1980 | Польща | вільна боротьба, понад 100 кг | Бронза |
| Чемпіонат Європи з боротьби 1981 | Польща | вільна боротьба, понад 100 кг | Бронза |
| Чемпіонат Європи з боротьби 1982 | Польща | вільна боротьба, понад 100 кг | Бронза |
| Чемпіонат Європи з боротьби 1983 | Польща | вільна боротьба, понад 100 кг | 6      |
| Чемпіонат Європи з боротьби 1984 | Польща | вільна боротьба, понад 100 кг | Срібло |
| Чемпіонат Європи з боротьби 1986 | Польща | вільна боротьба, до 130 кг    | Бронза |

### Виступи на інших змаганнях
| Змагання                           | Збірна | Вагова категорія           | Місце  |
| ---------------------------------- | ------ | -------------------------- | ------ |
| Гран-прі Німеччини з боротьби 1978 | Польща | вільна боротьба, до 130 кг | Золото |
| Гран-прі Німеччини з боротьби 1979 | Польща | вільна боротьба, до 130 кг | Срібло |